# Palais du Credito Italiano (Florence)
 (août 2024).
Le Palazzo del Credito Italiano est un édifice néo-Renaissance du centre historique de Florence.

## Histoire et description
Le bâtiment a été érigé comme siège de l'établissement Digerini e Marinai (siège de l'espace de fabrication et de vente avec salon de thé attenant de l'une des biscuiteries les plus renommées de l'époque) à la suite des grands travaux de réorganisation de l'ancien centre de Florence (Risanamento), à l'endroit où se trouvaient les anciennes maisons de la famille Agli.

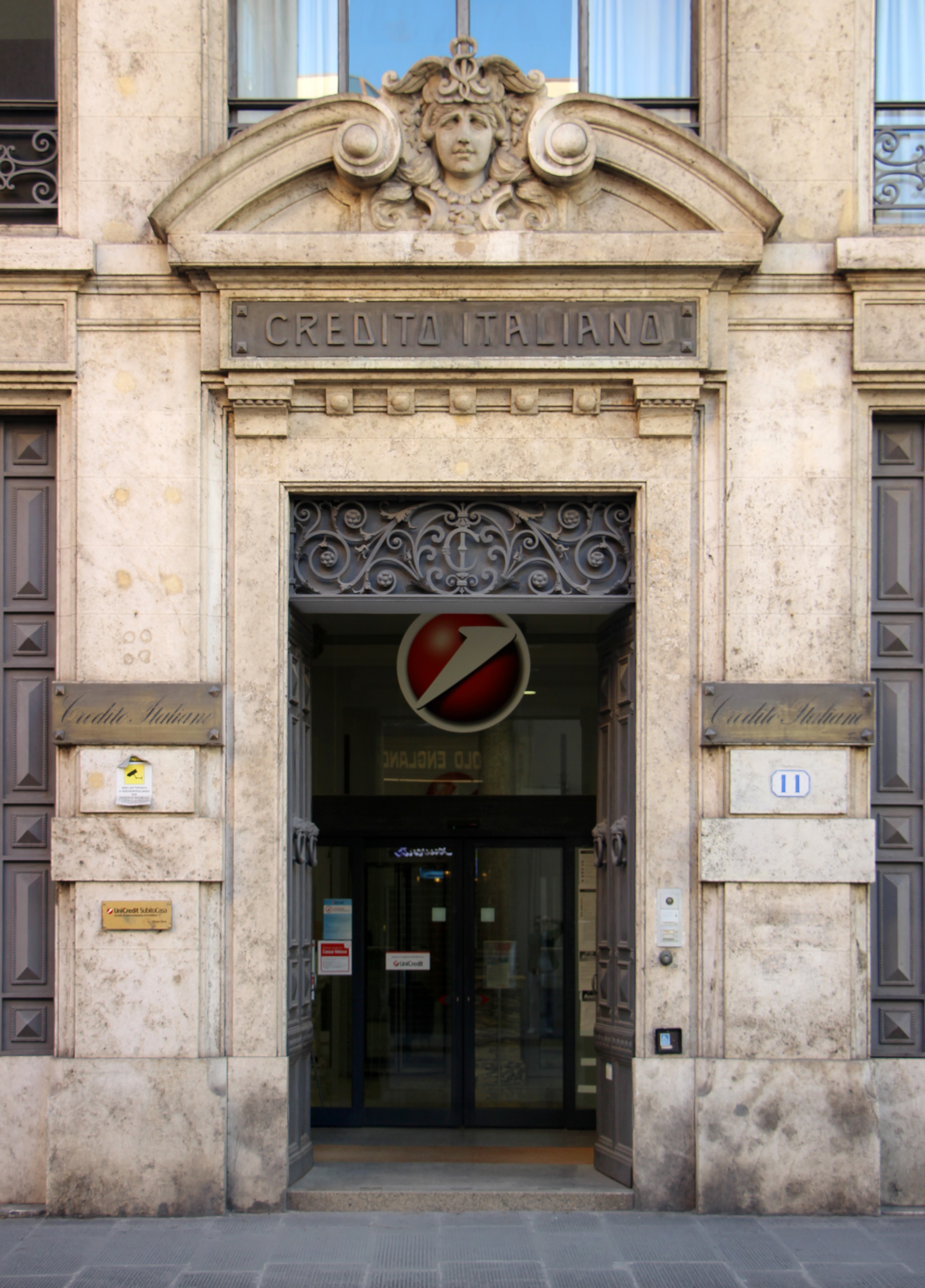
Le portail

L'édifice a été construit en 1909 sur la base du projet de l'ingénieur turinois Ariotti, et racheté ensuite par la banque Credito Italiano.  

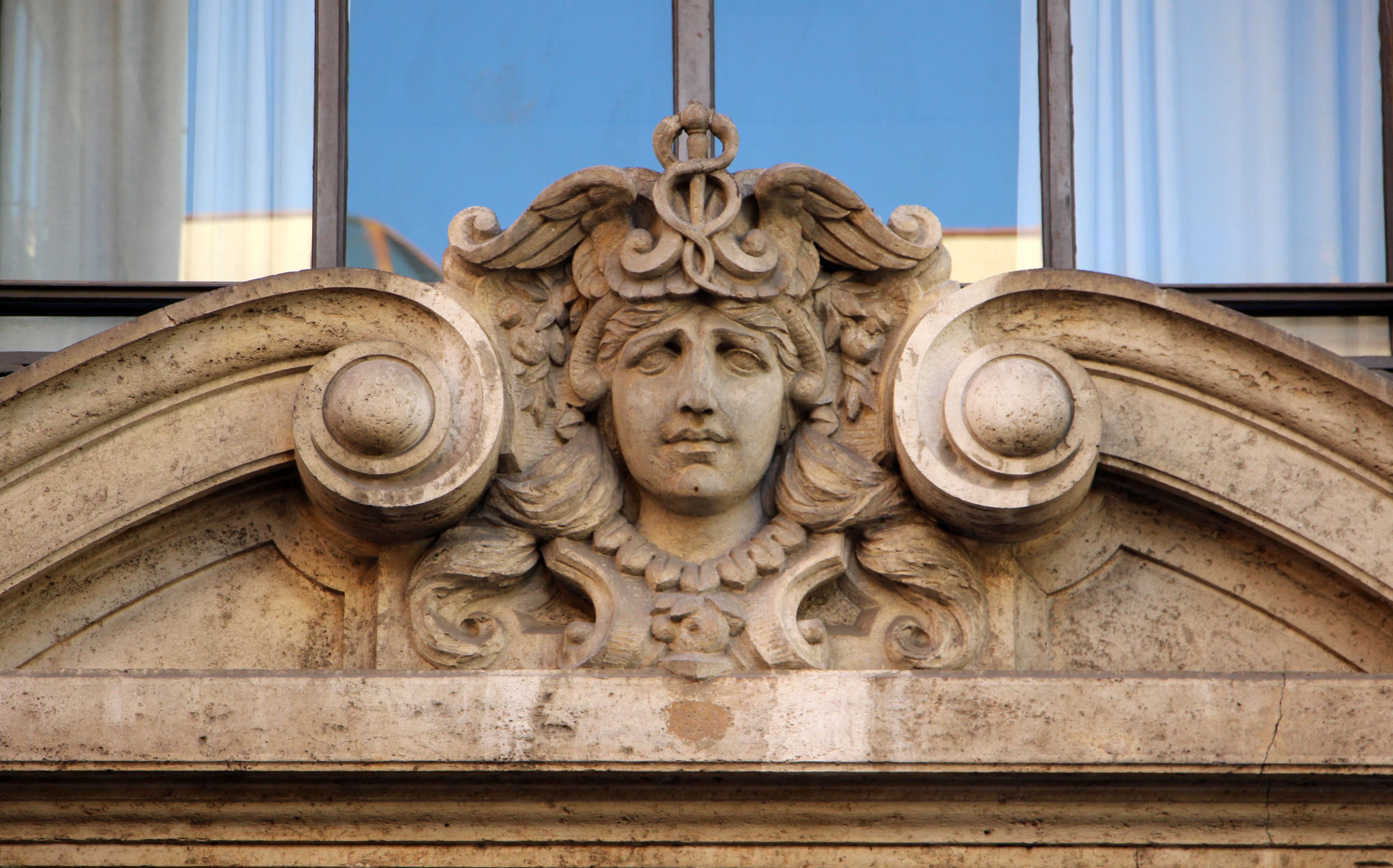
Tête de Minerve sur le portail

Marcello Jacorossi désigne le palais comme un « édifice aux proportions équilibrées malgré ses dimensions assez remarquables, dans un style architectural qui, surmontant l'imitation Renaissance commune à de nombreux édifices contemporains de la fin du XIXe et début du XXe siècle, révèle une tendance vers la modernité, représentée par la Sécession viennoise et le Liberty ». Les grandes ouvertures cintrées de la mezzanine sont typiques des bâtiments utilisés comme grands magasins, selon des modèles français, belges et allemands. Le bâtiment abrite aujourd'hui la banque UniCredit.